# Sophia Santi
Sophia Santi, (Vancouver, 6 de diciembre de 1981) es el nombre artístico de Angela Stettner, una ex-actriz pornográfica canadiense.

## Biografía
Sophia nació y creció en Vancouver, Canadá. Durante su adolescencia, era infame en su instituto por su salvaje y rebelde personalidad y fue punk y gótica. A los 14 años comenzó a trabajar como modelo en Canadá. A poco tiempo de terminar el instituto, a los 18 años se mudó a Arizona, Estados Unidos, lugar de donde era su madre, donde continuó como modelo. A los 20 años se mudó a Los Ángeles, deseosa de progresar en su carrera empezó a trabajar como modelo erótica. Posó para numerosas revistas eróticas con el nombre Natalia Cruze y a menudo para la fotógrafa Suze Randall, quien envió sus fotos a Penthouse, lo que la hizo aparecer en la revista en diversas ocasiones y a convertirse en Penthouse Pet del año en el 2002 y en finalista de Penthouse Pet del año en el 2005.
El éxito de Sophia como modelo erótica fue inmenso y ha aparecido en muchas publicaciones eróticas. Además de trabajar como modelo erótica, también trabajaba como modelo de lencería, trabajo al que en la actualidad aún se dedica y que compagina con su carrera de actriz porno.

## Carrera profesional

### Carrera en La Industria Porno
Gracias a su enorme fama dentro de la industria erótica, a finales del 2005 la productora de porno Digital Playground se interesó en ella y le ofreció lanzarse al mundo del cine pornográfico con un contrato exclusivo. Sophia aceptó, cambiando el nombre que hasta entonces había usado Natalia Cruze, por el de Sophia Santi. A finales del 2005 rodó su primera película porno con Digital Playground, titulada Way Of The Dragon, en la que trabajó con la super estrella del porno Janine Lindemulder. Sophia sólo rodaba escenas lésbicas en sus películas, pero desde hace algún tiempo ha rodado varias escenas heterosexuales, pudiendo ver en su sitio oficial una sesión de fotos y una película de porno hardcore.
Sophia afirma que le encanta viajar y ha visitado más de 30 países, además de estar interesada en la medicina alternativa. En la actualidad Sophia, tan solo con unos meses de experiencia en la industria del porno, continúa ganado fanes cada día.

## Premios
- 2002 Penthouse Pet del año.
- 2009 Premio AVN - Mejor escena de sexo lésbico en grupo por Cheerleaders.[2]